# 上方落語
上方落語（かみがたらくご）は、大阪・京都を中心とする畿内の上方で主に演じられる落語の総称である。
　　　　　　

## 「上方落語」の語源
上方で催される落語は「大阪落語」や「京都落語」などと称されていたが、1932年（昭和7年）7月1日発行の雑誌『上方』十九号で初めて「上方落語」が用いられた、と花月亭九里丸は『寄席楽屋事典』で著している。現在、京都落語は系譜上衰えていることから、大阪落語が上方落語と称される。

## 歴史

### 江戸時代まで
江戸時代中期に、京都の初代露の五郎兵衛や大阪の初代米沢彦八が道端に舞台を設け、自作の噺を披露して銭を稼いだ「辻咄」（つじばなし）や「軽口」（かるくち）が落語の起源とされる。寛政から文化にかけて、浄瑠璃作家から転じた芝屋芝艘や、京都から大阪へ下り御霊などの社地で噺を演じた松田彌助が台頭した。彌助一門に松田彌七、2代目松田彌助や「桂一門の祖」初代桂文治がおり、初代文治は大阪で初めて寄席を開き、声色鳴物道具入りの芝居話を創始したことで知られる。文治は3代目と4代目が東西に並立するが、上方4代目の弟子である桂文枝は文治を継がず、以来上方桂一門は文枝を止め名とした。初代文枝は「三十石」などで人気を博し、門下の初代桂文之助（のち2代目曽呂利新左衛門）、2代目桂文都（のち2代目月亭文都）、初代桂文三（のち2代目桂文枝、晩年桂文左衛門）、初代桂文團治も人気・実力ともに高く、「四天王」と称された。
桂一門に並ぶ現代の上方落語で主力門派の笑福亭一門は、始祖とされる松富久亭松竹の詳細が明らかでないが天保から安永の時期に成立しており、桂と笑福亭の両門派に立川、林屋（林家）を加えた4門派が、明治期まで上方落語の主流を成した。上方林屋一門は、江戸の初代林屋正蔵の孫弟子に当たる初代林屋正三が故郷の岡山に近い大阪で腰を据えたことを端緒に、明治維新前後の時期までは最大勢力であったが、やがて桂一門に代わられていく。

### 明治期

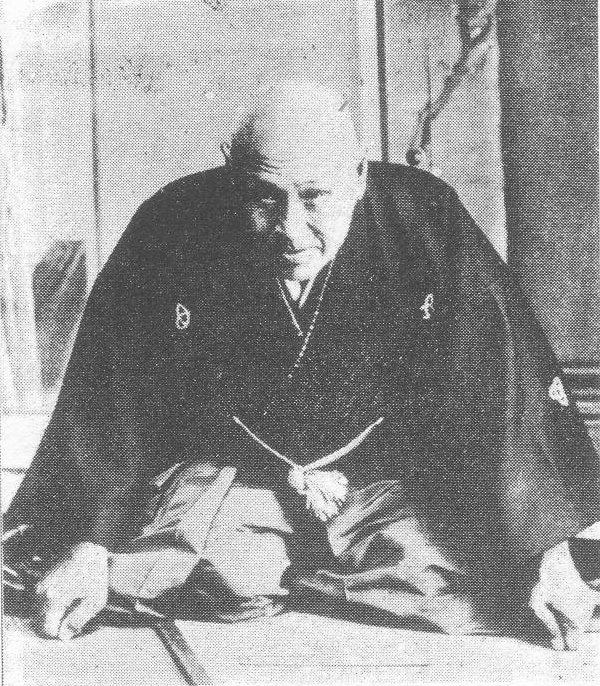
七代目文治『落語系圖』

明治期に入ると、2代目文枝襲名をきっかけに四天王は割れ、2代目文枝らを中心に滋味で噺をじっくりと聞かせる「桂派」と、文都、2代目文團治（のち7代目桂文治）、初代笑福亭福松、3代目笑福亭松鶴らを核とする派手で陽気な「三友派」が並立する。
この他諸派がたくさん出来ては消えつつも、2代目文團治の7代目文治襲名前後に全盛期を迎えた。この間、大阪では3代目桂文三、初代露の五郎、3代目桂文團治、2代目林家染丸、初代桂枝雀、初代桂ざこばなどの名人上手を輩出。京都では2代目曾呂利新左衛門、2代目桂文之助、初代桂枝太郎が活躍した。また東京から初代橘ノ圓、2代目三遊亭圓馬、5代目翁家さん馬らが移住し、寄席を盛り上げた。

### 大正から昭和初期まで

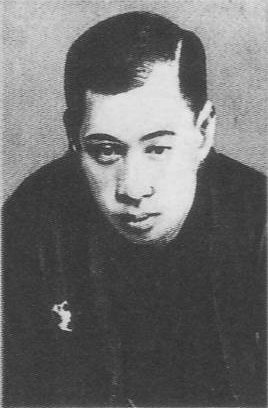
初代春団治

大正から昭和初期にかけては初代桂春團治、2代目桂三木助、3代目三遊亭圓馬、2代目立花家花橘、初代桂小春團治らが人気を集めたが、やがて横山エンタツ・花菱アチャコなどの新興の漫才の人気、吉本興行部による定席の寄席や諸派の買収、看板落語家の相次ぐ他界、などから低迷した。
漫才は、エンタツやアチャコが大学野球のラジオ中継から『早慶戦』を創作するなど時代に即する新しい笑いを創造した。落語は内部抗争で秩序が整わず、林正之助をはじめとする吉本興行部は商品価値が無いと見なされ、旧態依然の古い芸に安住して愛好家が離れた。初代春團治は、洒落を盛り込んだ不条理に加えて新しい媒体であるレコードを活用した演出で、唯一新しい笑いを提供して多くの愛好家を獲得し、今日の上方落語に大きく影響したが、孤軍奮闘の感を禁じ得ず、春團治の死で上方落語は漫才に王座を譲ったと見られた。この状況に危機感を持った5代目笑福亭松鶴は、大阪市東成区今里の自宅を本拠地に、4代目桂米團治、初代橘ノ圓都、2代目立花家花橘、初代桂春輔、三遊亭志ん蔵ら同志を集めて「楽語荘」を結成し、落語会「上方はなしを聞く会」の運営や雑誌『上方はなし』の発行などを通じて上方落語の保存・継承に尽力した。
一方、2代目桂春團治は地方巡業に活路を見出すべく自ら演芸団を組織した。しかしこれは専属契約の内容を巡る吉本との紛争に発展し、京阪神を含む都市部では口演出来なくなってしまう
戦時中の漫才師や漫談家はわらわし隊などの慰問団で中国などへ派遣されたが、座して演ずる落語家は兵士に対して酷なので呼ばれず、比較的空襲が少ない神戸や京都などで富裕層や芸者を客として落語会を催して好評を得た。

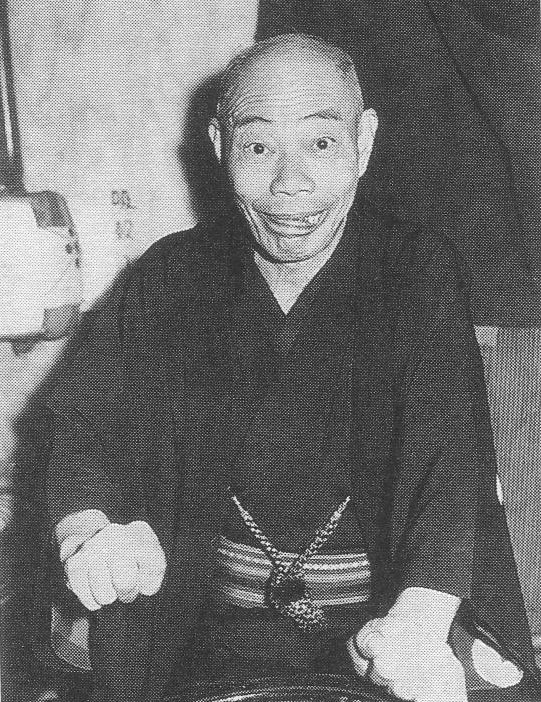
五代目松鶴

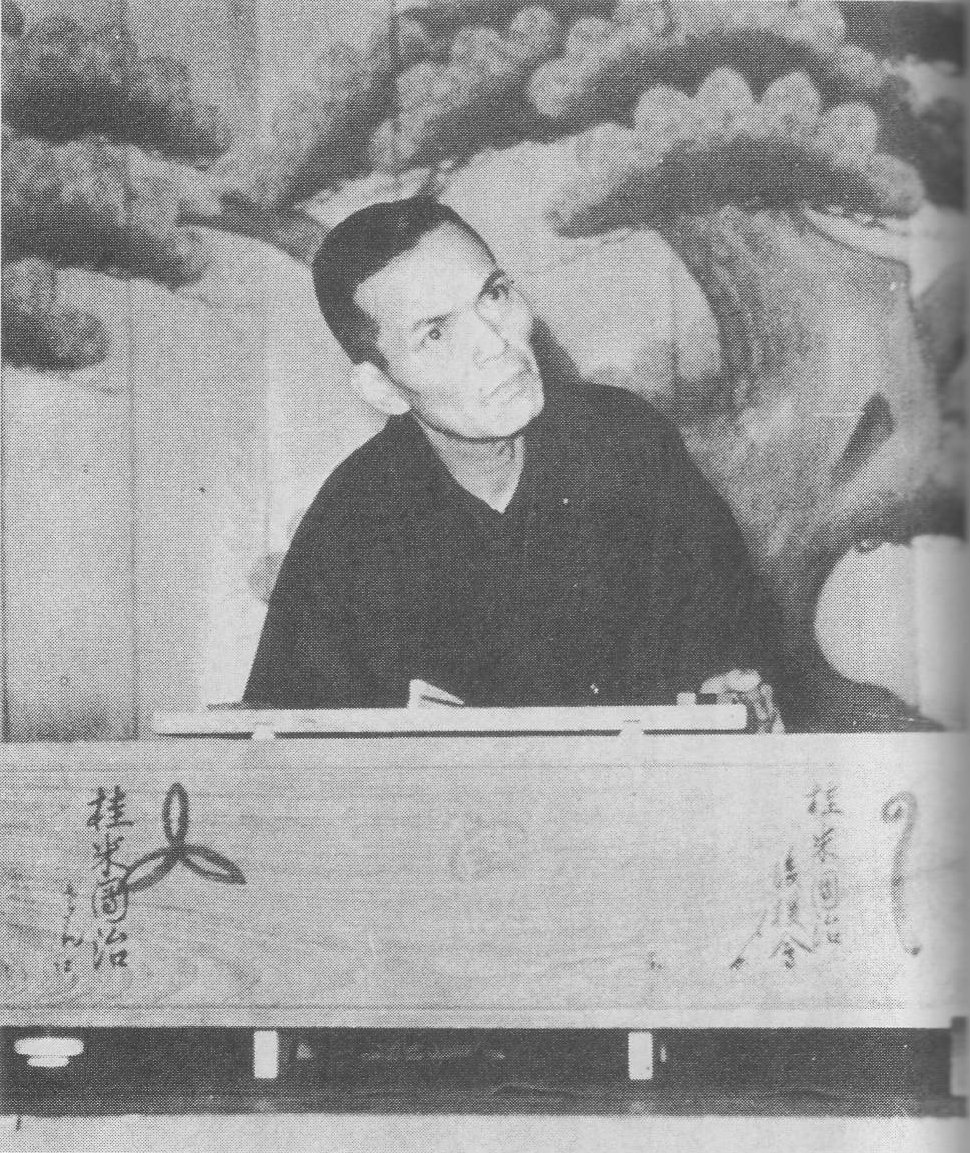
四代目米團治

### 太平洋戦争後から昭和30年代

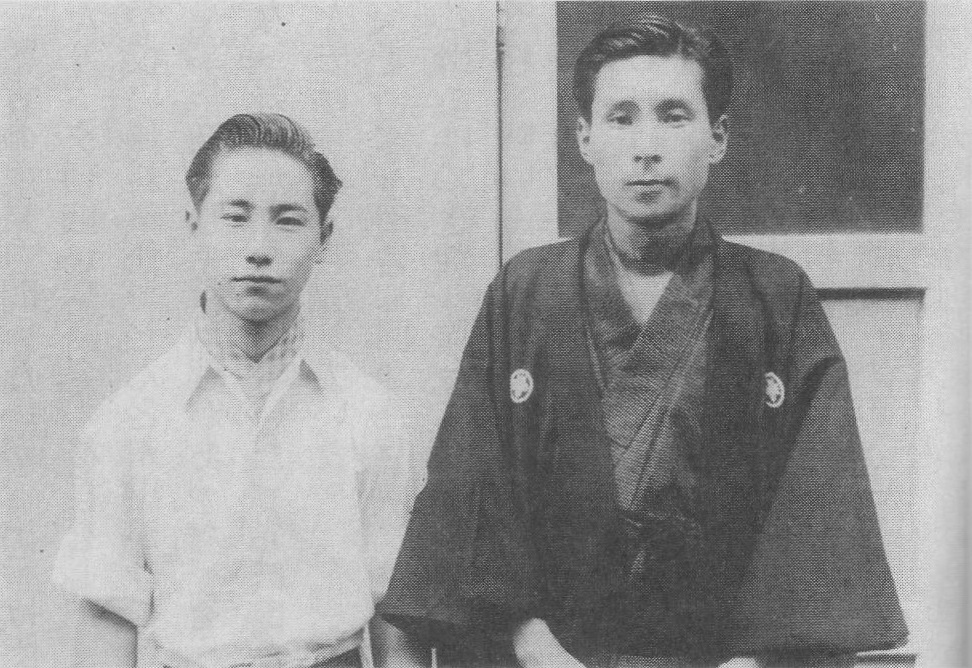
のちに人間国宝となる三代目米朝（右）と、三代目春団治（左。当時小春）。1947年から1950年ごろ

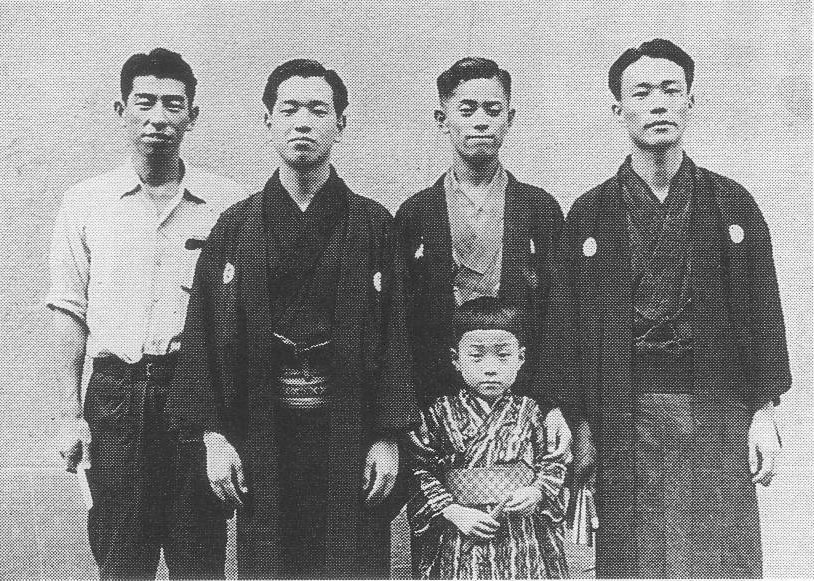
「戎松日曜会」。後列右から六代目松鶴（当時は三代目光鶴あるいは四代目枝鶴）、三代目米之助、五代目文枝（当時あやめ）、旭堂南陵（当時二代目小南陵）。子供は和多田勝（当時小つる）

太平洋戦争時、大阪や神戸にあった定席の寄席は空襲によって失われた。主力寄席だったミナミの南地花月、キタの北新地花月倶楽部を失った吉本興行部改めて吉本興業は、終戦直前から1945年末にかけて花菱アチャコを除く所属芸人との契約を解き演芸から撤退する（この結果、地方巡業問題で吉本と揉めていた2代目春團治は上方演芸界に復帰を果たした）。1947年、松竹共同創業者の白井松次郎は、大阪ミナミの映画館「戎橋松竹」を演芸場に改め、ここに5代目松鶴、4代目米團治、2代目花橘、2代目春團治らが結集する。一方、戎橋松竹の新人会（「戎松日曜会」）などに出ていた若手の2代目笑福亭光鶴（のちの6代目笑福亭松鶴）・3代目桂米朝・2代目桂小春（のちの3代目桂春團治）・2代目桂あやめ（のちの5代目桂文枝）・3代目桂米之助らは1948年に「さえずり会」というグループを結成する。
5代目松鶴と漫談家の丹波家九里丸との確執から、1948年3月に京都・新京極に「富貴」がオープンしたことを期に、九里丸が誘う形で2代目春団治や4代目米團治・4代目文團治・4代目桂文枝・橘ノ圓都・文の家かしく・橘家小圓太らが戎橋松竹を抜けて浪花新生三友派を結成する分裂状態となった。しかし、九里丸の姿勢から浪花新生三友派からは次第に離反者が相次ぎ、「さえずり会」も仲裁に入る形で1949年4月に両者が合同する形で関西演芸協会が結成され、分裂は約1年で収束した。
とはいえ、名の通ったベテランの噺家は依然として少なく、桂春輔が「楽屋に今、十人の噺家がいとりまっけどな、一年に一人ずつ死によったらもう落語はないねんさかいに、聞くねやったら今のうち」と枕で話すほどであった。春輔自身も1948年秋に、5代目松鶴が1950年に、4代目米團治と2代目立花家花橘が1951年に、2代目林家染丸が1952年に、2代目春團治が1953年に相次いで他界し、2代目春團治が没した際には作家の谷崎潤一郎が「大阪落語は終わった」と新聞に記した。

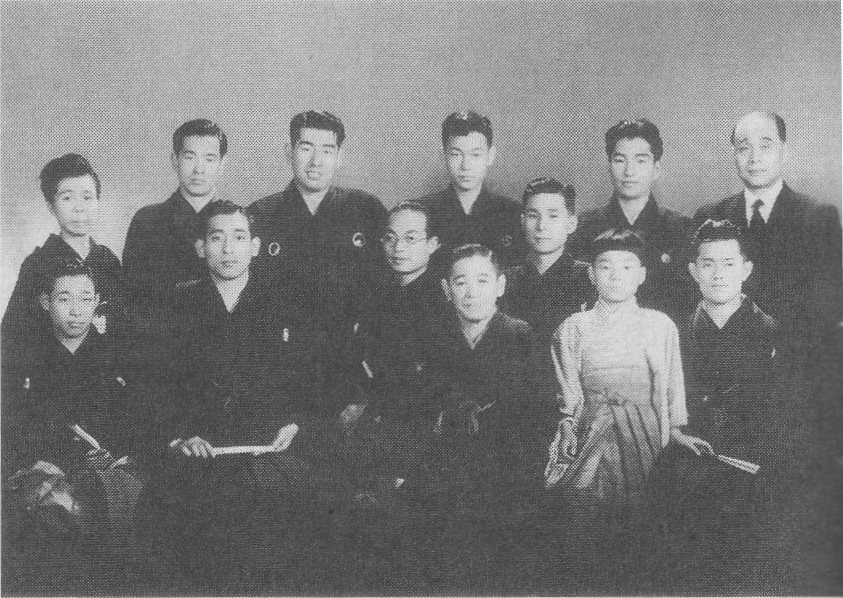
1955年正月、宝塚若手落語会写真より 前列左より桂春坊（二代目露の五郎兵衛）、二代目笑福亭松之助、橘家円二郎、四代目桂文枝、三代目桂米朝、笑福亭小つる（和多田勝）、三代目桂米之助 後列左より見浪よし（五代目笑福亭松鶴夫人）、桂あやめ（五代目桂文枝）、旭堂小南陵（三代目旭堂南陵）、六代目桂小文吾、桂麦團治、奥野しげる（宝塚若手落語会世話人） 写真原本は三代目米之助の右に初代笑福亭鶴三、奥野の右に三代目林家小染が写るが、綴じ部分にあたるため割愛

この状況で、落語から離れていた3代目林家染丸が1952年11月に復帰（染丸襲名は1953年8月）。また1952年3月には小林一三の後援で「宝塚若手落語会」が発足し、「さえずり会」に集まった若手落語家などが参加した。若手落語家はそのほかにも勉強会へ参加するほか、初代橘ノ圓都、3代目笑福亭福松、桂右之助、4代目桂文團治、初代桂南天、桂文蝶、2代目三升紋三郎ら引退同然だった古老に噺の伝授を乞うなど、精力的に活動した。古老の中でも圓都は持ち演目が飛びぬけて多く、上方や東京の噺家に対して積極的に稽古をつけるなど古典落語の継承に努め、晩年は高座に復帰して1972年（昭和47年）に没するまで、明治の上方落語を最後まで残した。東京の8代目桂文楽、3代目三遊亭金馬、2代目桂小文治、2代目三遊亭百生らの落語家も上方落語の復興に助力し、大阪生まれの小文治、百生は東京の観客に上方落語を紹介するなど大きな功績をあげた。
1951年（昭和26年）9月1日に新日本放送が開局して民間放送が時流となり、NHKを含めた各放送局は内容の充実を図るために「創作物としての上方落語」と「芸能人としての落語家」に着目し、番組と連動した落語会の主催や、専属芸能人として落語家と契約を交わすなどした。この潮流で米朝や初代森乃福郎らが知名度を上げて上方落語界に利をもたらした。NHKと朝日放送は特に積極的で、NHKは心斎橋の日立ホールを拠点に「放送演芸会」と連携した「上方落語の会」を開催し、朝日放送は「ABC上方落語をきく会」を主催し、のちに「ABCヤングリクエスト」に「ミッドナイト寄席」を設けて「上方落語をきく会」の演目を放送した。
1956年に、長谷川幸延が初代春團治の生涯を脚色した小説『桂春団治』を原作とする映画『世にも面白い男の一生 桂春団治』（監督：木村恵吾、主演：森繁久彌）が公開される。この映画は後述する3代目春団治襲名を後押ししたほか、4代目桂福團治や2代目桂春蝶が落語家を志願する契機となるなど、一定の影響をもたらした。
1957年（昭和32年）に3代目染丸を初代会長として上方落語協会が結成される。会長の下に2代目光鶴・3代目米朝・2代目桂福団治（桂小春が1950年に襲名）・3代目桂小文枝（桂あやめが1952年に襲名）が幹事となり、染丸と幹事の4人を併せて「上方落語五人男」と称された。
1959年（昭和34年）に3代目桂春團治、1962年（昭和37年）に6代目笑福亭松鶴と大名跡が相次いで復活した。この二人とほぼ同時期に入門した2代目桂小春団治、2代目笑福亭松之助、3代目桂文我、戦前入門ながら彼らと同世代の3代目林家染丸、3代目林家染語楼、昭和30年代前半入門組の4代目桂文紅、3代目桂米紫、月亭可朝など、中堅が実力を備えて人数も増えていった。

### 昭和40年代から昭和末期
昭和40年代に入ると、松鶴、米朝、春團治、三代目小文枝らが積極的に採り続けてきた弟子たちが、テレビ時代・深夜放送ブームを背景に台頭。可朝、笑福亭仁鶴、桂三枝（現在の六代目桂文枝）、笑福亭鶴光、二代目桂春蝶、笑福亭鶴瓶、桂朝丸（後の二代目桂ざこば）らが注目を浴びる。とくに仁鶴は、初代桂春團治を意識した爆笑落語で人気を集め、1972年（昭和47年）には、テレビラジオのレギュラー番組にひっぱりだこで、一躍スターダムにのしあがった。松鶴ら師匠連は、若手のマスコミ進出を上方落語を広く認知してもらう最良の手段として容認しており、結果入門者が増加するなどし、その意味でも仁鶴の功績は大きい。また、三枝もテレビタレントとしても活動のほか、「創作落語」と称して自作の落語を数多く手がけるなど大きな影響を与えている。
ラジオによる寄席中継が、従来の漫才や東京落語から、上方落語中心になったのもこのころで、1971年（昭和46年）10月には朝日放送が開局20周年を記念して「1080分落語会」を開催。朝7時から深夜1時まで計56席（講談1席含む）が生放送で流された。ほかラジオ大阪の「オンワード落語百選」、FM大阪の「上方FM寄席」などが、若者を中心に多くのファンを開拓した。
ー方では1966年（昭和41年）の「米朝スポットショー」を皮切りに、大ホールでの独演会が行なわれるようになり、特に米朝は放送タレントとしての知名度のフォローもあって独演会や一門会を展開。文枝も「小文枝の会」に集うファンと一体となった独演会を東阪で開催した。当時東京では大学生を中心に上方落語ファンが増えており、やがてこのムーブメントは全国的に広がっていった。この頃から松鶴、米朝、春團治、文枝に対する評価は高まり、やがて彼らは「上方落語の四天王」と呼ばれるようになっていく。
落語人気とともに、戦前は「天狗連」と呼ばれた素人落語のサークルも次々と生まれたが、特に大学生から成る「落語研究会」が最もさかんであった。ここから多くの俊才がプロの門をくぐって、現在の上方落語界を支えている。
1986年（昭和61年）、戦後の上方落語を牽引してきた六代目松鶴が他界する。また、前後してタレント活動から高座への活動にシフトし、将来を嘱望されていた四代目林家小染が1984年（昭和59年）に自動車事故により34歳の若さで急逝した事も少なからぬ損失となったが、一方で二代目桂枝雀が台頭し、いわゆる「漫才ブーム」の渦中にありながら、のちに「爆笑王」と呼ばれる程の人気を築く。ここに至って上方落語は復興期を終え、次の時代へ向かうこととなる。

### 平成期
平成に入っても、落語、漫才などいわゆる「お笑い（芸）」に対する世間の関心は下がらなかったが、「MANZAIブーム」以降、お笑いの主舞台は寄席から放送メディアに移る。その反面演芸番組は減少し、有力落語家のバラエティ番組への起用が相次いだ。この結果、落語家は「お笑い芸人」という抽象的名称の下に漫才師・漫談家・コント芸人と観客・視聴者レベルでボーダーレスとなり、落語の独自性を示す機会は狭まっていった。放送タレントとしてのお笑い芸人（実質上は漫才・漫談・コント。ただし彼らとて放送メディアで本来の芸を披露する機会は少ない）を希望する人材は多いものの、具体的に落語の世界に入る者は、昭和40年代に比べると少なくなっている。
これは東西とも同様の現象であるが、上方落語においては1999年（平成11年）に二代目枝雀が円熟期を迎える直前の59歳で自ら命を絶った影響も大きい。カリスマ性を持った人気者だった枝雀の穴は、容易に埋められるものではなかった。また、二代目春蝶も同様に円熟期を迎える前に1993年（平成5年）に51歳で他界、さらに笑福亭松葉（追贈七代目笑福亭松鶴）、二代目桂歌之助、桂喜丸、四代目林家染語楼、桂吉朝といった、将来を嘱望されていた戦後生まれの落語家の相次ぐ他界も痛手であった。そのような中、笑福亭鶴瓶らによる「六人の会」の活動や、四代目桂文我による古典の発掘作業、三代目桂小春團治や笑福亭鶴笑らの海外公演（パペット落語）といった新たな動きもある。
また、以前は漫才コンビやお笑いタレントとしてテレビ等で活躍していた芸人が、芸人の飽和状態の中で自己の新しい芸をつけようと、落語を新たに始める例がある。多くは諸芸の一つとして落語を嗜んでいる程度に過ぎないが、山崎邦正（現：月亭方正）のように協会に加盟して本格的に落語を始める者、更に一歩進み、後藤征平（元はだか電球、現：月亭太遊）や渡辺鐘（元ジャリズム・世界のナベアツ、現：桂三度）のように従来のキャリアを捨てて落語家の道を選ぶ者も出はじめている。
2004年以降は、東京との交流が密接になった。「六人の会」主催の「大銀座落語祭」に参加する上方落語家が2008年現在114人にまで達し、東西落語家の親睦交流が深まる一方で、深川江戸資料館、お江戸日本橋亭、国立演芸場、よしもと浅草花月などの主な演芸場における上方落語家出演も増えるなど、東京の落語愛好家にも上方落語が受け入れられている。さらに、東京にラジオでの活動を中心に進出した笑福亭鶴光の様に落語芸術協会にも加入して、東京で弟子をとり上方落語の普及を目指すものもいる。鶴光門下からは江戸落語家として真打を複数人昇進させており、笑福亭羽光が2020年にNHK新人落語大賞で優勝するなどの嘱望される弟子も輩出している。
2004年に上方落語協会が法人格を取得して「社団法人上方落語協会」（2011年に「公益社団法人」に移行）となった。2006年9月15日には、上方落語協会により戦後初の上方落語専門定席「天満天神繁昌亭」（後述）が開設され、これが大阪の観光名所の一つとして全国的に紹介されるに及んで当初の予想をはるかに上回る入場人員数を得続けている。また2007年10月から翌年3月まで放送された、上方女流落語家の半生を描いたNHK連続テレビ小説「ちりとてちん」は関西を中心にマニアックな人気を博し、ドラマを見て上方落語に興味を覚えたという世代も現れた。ドラマ中で主人公の兄弟子役として出演した桂吉弥の落語会は放送以降、常に大入りの人気となっている。その約10年後となる2018年には神戸・新開地にも上方落語専門定席の「神戸新開地・喜楽館」が開設された。「天満天神繁昌亭」「神戸新開地・喜楽館」の開設には当時の会長であった三枝（六代目文枝）の影響力がなせる業であった。
演芸振興の面としては、四天王の一人である三代目米朝が、1996年（平成8年）に落語会では江戸落語の五代目柳家小さんに次ぐ2人目の「重要無形文化財の各個認定の保持者」（いわゆる「人間国宝」）に指定され、その後2002年に文化功労者顕彰、さらに2009年（平成21年）には落語界初の文化勲章を受章し、名実ともに上方落語界の重鎮となっている。
2007年以降は、長く途絶えていた大名跡や著名な名跡が相次いで襲名され復活。2007年には桂歌々志が師匠の名跡である三代目桂歌之助を、2008年には三代目桂小米朝が半世紀ぶりに五代目米團治を、2009年には桂春菜が三代目桂春蝶を、2010年には笑福亭小つるが六代目笑福亭枝鶴、桂つく枝が五代目桂文三、桂都丸が四代目桂塩鯛および都丸の弟子たちが四代目桂米紫・二代目桂鯛蔵を襲名。2011年以降も、桂こごろうが二代目桂南天を、月亭八天が七代目月亭文都を、林家染弥が三代目林家染丸を、桂蝶六が三代目桂花團治をそれぞれ相次いで襲名した。そして2012年には桂三枝が桂一門の宗家名跡でもある六代目桂文枝を襲名した。ただし、一連この傾向については四代目桂文我などからの批判もある。
戦後の「四天王」と呼ばれた落語家は、六代目笑福亭松鶴の没後以降は最晩年の活動となり高座に上がる機会も減少していたが、五代目桂文枝が2005年に74歳で、三代目桂米朝が2015年に89歳で、三代目桂春團治が2016年に85歳でそれぞれ死去したことで全員が鬼籍に入った。一方で2018年に桂春之輔が四代目桂春團治を襲名し、六代目桂文枝に続いて「四天王」の名跡を継ぐ形になった。
また、昭和期に上方落語を支えた落語家も2000年代以降は高齢の域に入り、2009年に二代目露の五郎兵衛、2013年に六代目笑福亭松喬、2018年に月亭可朝、2019年に笑福亭松之助、2021年に笑福亭仁鶴、2024年に二代目桂ざこばが相次いで鬼籍に入った。また、鶴瓶の弟子でタレント活動で名を馳せたが徐々に高座にも上がる機会も増えていた笑福亭笑瓶が2023年に、六代目文枝の弟子で創作落語で将来が嘱望された桂三金が「繁昌亭大賞」の受賞が決まった2019年に相次い急逝するなど、志半ばで世を去った者も少なからずあった。

### 令和期
令和期になり新たな動きとして、江戸落語における上方版の「真打」を創設する動きがあり、手始めとして入門15年を迎える落語家を対象に2024年（令和6年）より「上方落語・噺家成人式（仮称）」と称して1週間定席で主任を務めることができる制度を設ける事となった（後述）。また女性の落語家である桂二葉（桂米二門下）が2021年にNHK新人落語大賞で優勝した。上方落語において初の本格的な女性落語家となった露の都や三代目桂あやめなど女性落語家も数々輩出してきたが、上方女性落語家の全国規模のコンクールの受賞は二葉が初となり、脚光を浴びる事となった。この頃には落語芸術協会の定席興行に上方落語家が不定期ながら顔付けされるようになり、新宿末廣亭などへの出演機会も増加している。これは既に芸協に所属している鶴光に加え、江戸落語家である十一代目桂文治や瀧川鯉朝などの交流による尽力が大きい。
さらに令和期も引き続いて著名かつ由緒ある名跡の襲名も相次いでおり、平成最後の年の2019年（平成31年）春に桂きん枝が師の名跡である小文枝を四代目として襲名し、2021年（令和3年）に桂宗助が師である三代目米朝の俳号を名跡として二代目桂八十八を襲名した。2024年（令和6年）秋には六代目文枝門下の桂枝光が四代目桂梅枝、桂三風が五代目桂慶枝を襲名し明治・大正以来の名跡が復活する。2025年（令和7年）春には前年に没した二代目ざこばの弟子である桂ひろばが二代目桂力造を、桂ちょうばが四代目桂米之助を、桂そうばが二代目桂惣兵衛をそれぞれ襲名する。

## 江戸落語との違い

### 言葉
主に上方言葉を用いる。噺の登場人物によって、京言葉や大阪言葉などを使い分ける。上方言葉の使用は近畿圏外出身者がその会得に苦労する。江戸落語を演じる落語家の出身地は全国にちらばっているが、上方落語家に箱根以東の東日本出身者は数人であり、北日本出身者は桂三段（北海道帯広市）のみであるが、その中で上方言葉を使う者は少ない。近年は、自身の出身地に由来する方言（和歌山弁など）で演じる落語家もいる。
江戸落語では上方の言葉を話す人物が多く出るが（例「御神酒徳利」「金明竹」「三十石」「祇園会」）、上方落語では江戸言葉はあまり出ない。「ざこ八」や「江戸荒物」くらいである。戦前までは言葉や芸風の違いで、上方落語は東京の客層には受け入れられなかったが、戦後マスコミの発達で大阪の言葉が東京にも浸透し、2代目桂小文治、2代目三遊亭百生ら在京の上方落語家の努力や前述の「上方落語の四天王」の活躍で、東京でもさかんに聴ける様になった。

### 演目
古典落語については、3代目柳家小さんらによって多くの上方の噺が東京に移植され、逆に東京から上方に移植された噺もある。そのため、同じ内容でも上方落語と江戸（東京）落語で題名が異なる噺や、「饅頭こわい」のように中身まで異なる噺もある。ただし片方にしかない噺については、東西交流の進んだ太平洋戦争後はこの限りではない。
- 上方→江戸：「らくだ」、「二番煎じ」、「かぜうどん」（東京では「うどん屋」）、「猫の災難」、「二階ぞめき」、「碁どろ」、「不動坊」、「高砂や」、「青菜」、「みかん屋」（同「かぼちゃ屋」）、「時うどん」（同「時そば」）、「三十石」、「貧乏花見」（同「長屋の花見」）、「子ほめ」、「牛ほめ」、「地獄八景亡者戯」（同「地獄めぐり」）、「宿屋仇」（同「宿屋の仇討」）、「高津の富」（同「宿屋の富」）、「いらちの愛宕詣り」（同「堀の内」）、「鴻池の犬」（同「大どこの犬」）、「菊江仏壇」（同「白ざつま」）、「けんげしゃ茶屋」（同「かつぎ茶屋」）、「米揚げ笊」（同「ざる屋」）、「借家借り」（同「小言幸兵衛」）、「立ち切れ線香」（同「たちきり」）、「佐々木裁き」（同「佐々木政談」「池田大助」）、「高倉狐」（同「王子の狐」）、「寝床」、「近日息子」、「饅頭こわい」、「景清」、「笠碁」、「三枚起請」、「仔猫」、「百年目」「百人坊主」（同「大山詣り」）など。
- 江戸→上方：「酢豆腐」（上方では「ちりとてちん」）、「花見の仇討」（同「桜の宮」）、「反魂香」（同「高尾」）、「締めこみ」（同「盗人の仲裁」）、「唐茄子屋政談」（同「南京屋政談」または「なんきん政談」）、「芝浜」（同「夢の革財布）「火焔太鼓」など。
- 上方のみ：「池田の猪買い」、「冬の遊び」、「算段の平兵衛」、「莨の火」、「土橋万歳」、「有馬小便」、「いかけ屋」、「本能寺」、「野崎詣り」、「西行鼓ヶ滝」、「江戸荒物」、「日和違い」、「欲の熊鷹」「天神山」「八五郎坊主」「冬の遊び」など。
- 江戸のみ：「三軒長屋」、「黄金餅」、「大工調べ」、「佃祭り」、「よかちょろ」、「五人廻し」など。

#### 旅ネタ
上方落語の中心をなす「旅ネタ」は、「東の旅」「西の旅」「南の旅」「北の旅」の四つに分かれる。入門したての落語家は、一門によっては口馴らしとして「発端」を教わるが、「東の旅」の「三十石」のようにかなりの技量を要するネタもある。
- 東の旅：本題「伊勢参宮神乃賑」。「発端」、「煮売屋」、「七度狐」、「軽業」、「三人旅」、「運つく酒」、「矢橋舟」、「宿屋町」「こぶ弁慶」、「三十石」などで構成される。伊勢神宮参詣の道中を主題とする。
- 西の旅：「明石名所」、「兵庫船」（「兵庫渡海鱶魅入」）。金刀比羅宮参詣が主題。
- 南の旅：「紀州飛脚」
- 北の旅：「池田の猪買い」

このほかの旅ネタには、冥土の旅に「地獄八景亡者戯」、海底の旅に「小倉船」（「竜宮界竜の都」）、天空の旅に「月宮殿星の都」、異国の旅に「島巡り」（「島巡り大人の屁」）があり、いずれも、奇想天外な内容ではめものを用いた派手な演出が見られる。

#### 人情噺
落とし噺（狭義の落語）と並んで江戸落語の軸を成す人情噺（狭義の人情噺。内容が講談に近く、サゲがない。「牡丹灯籠」、「文七元結」、「真景累ヶ淵」など）は、上方落語には存在しないと言ってよい。広い意味での人情噺に含まれるとされる「立ち切れ線香」、「ざこ八」、「大丸屋騒動」などは落とし噺である。ただし、「鬼あざみ」のように例外的にサゲがつかないネタもある（講釈から移植されたものなど）。この差異に関して「上方では浄瑠璃が確固たる地位を築いていたので、落語が人情噺を受け持つ必然性が薄かったからだろう」と桂米朝は述べている。
東西交流の進む現代では、人情噺を上方風の演出で口演する落語家がいるので「上方には人情噺はない（少ない）」という原則も崩れつつあるが、総体的には上方の演目は落とし噺が中心である。

#### 芝居噺
歌舞伎をテーマにした上方落語には
1. 歌舞伎の芝居をそのままに演じるやり方：「加賀見山」「本能寺」「自来也」「綱七」
サゲ：普通のサゲが用いられる場合と、幕切れのあと、「やあれ、日本一だっせ。日本一」「やかましなあ。あんさん。日本一って言うてんと、成駒屋、葉村屋言うて誉めなはれ」「いいえな。わたい、日本橋一丁目の薬屋の者だすねやが、ここで店の宣伝しょう思いまして。やあれ、日本一！」すると小屋の若いもんが来て「こら。日本一の薬屋ておのれかい」「へえ」「こっちへこい」「もうし、何しなはんねん！」「二三丁ほど振り出したるんじゃ」とサゲるパターンとがある。
2. 普通の落語から芝居になるやり方：「昆布巻芝居」「蛸芝居」「蔵丁稚」「質屋芝居」「足あがり」「七段目」（登場人物が芝居好きで俄で演じ出すという仕立てになっているものがほとんど）
サゲ：ここでは普通のサゲである。
の2種類に分別される。
江戸の芝居噺の演出は人情噺の途中から一転、衣装を引き抜き背景に書割を設けるが、上方はそのような演出は用いない。明治期に初代桂文我、昭和に入って初代桂小春團治、東京に移った桂小文治などが得意としていたが、上方落語や上方歌舞伎の衰退などが原因で、現在ではそのほとんど（特に1. のやり方）が絶滅している。ただ、初代小春團治が花柳芳兵衛として舞踊家に転じたのち、芸の伝承のためNHKに幾つかのネタを映像として収録させており、桂米朝らがそれを元に「本能寺」や「そってん芝居」などの復活を試みている。

#### 新作落語
昭和に入っていくつかの新作落語が東西の落語界で作られたが、上方では4代目桂米團治作「代書」（「代書屋」とも）、3代目桂米朝作「一文笛」、3代目林家染語楼作「青空散髪」、三田純市作「まめだ」などが古典の範疇になっており、一部の演目は東京でも演じられている。現在は、桂三枝（現・6代目文枝）（「妻の旅行」、「鯛」、「ゴルフ夜明け前」などを創作）を中心に「創作落語」の名でさかんに作られている。
小佐田定雄一門のように専業の落語作家が存在するのも特徴である。2代目笑福亭松之助は「明石光司」、4代目桂文紅は「青井竿竹」の筆名で、新作を手がけていた。

#### 登場人物
噺の登場人物は、喜六、清八、おさき、源兵衛、家主、医者（「赤壁周庵」の名が多い）、上町のおっさんなど。
喜六（喜イ公、喜イさんとも）は、江戸の「与太郎」にあたる「アホ」役だが、生業（下駄職人がよく出る）を持ち、妻帯（妻の名は「おさき」「お松」がよく用いられる）している点が「与太郎」と異なる。性格は、与太郎が天然の馬鹿と設定されることが多いのに対し、どことなく醒めたところがみられる。（→「喜六と清八」も参照のこと）
江戸落語によく出てくる熊五郎、八五郎は、上方では喜六・清八の役どころとなる。上方で熊五郎、八五郎の名が登場するのは「らくだ」「へっつい幽霊」に「脳天の熊五郎」（「らくだ」では「弥猛（ヤタケタ）の熊五郎」とも）、「八五郎坊主」に「八五郎」があるくらいである。また江戸落語「三軒長屋」などに出てくる大工の棟梁は、上方では手伝い（テッタイ）の又兵衛として登場する。
時代設定を特に定めない、あるいは庶民にも名字を名乗ることが許された明治以降に置いた演出では、演者にゆかりのある噺家の本名に因みかつ一般的な姓が出る場合がある（例えば6代目松鶴一門なら「竹内さん」、林家一門なら「大橋さん」「岡本さん」）。

### 道具

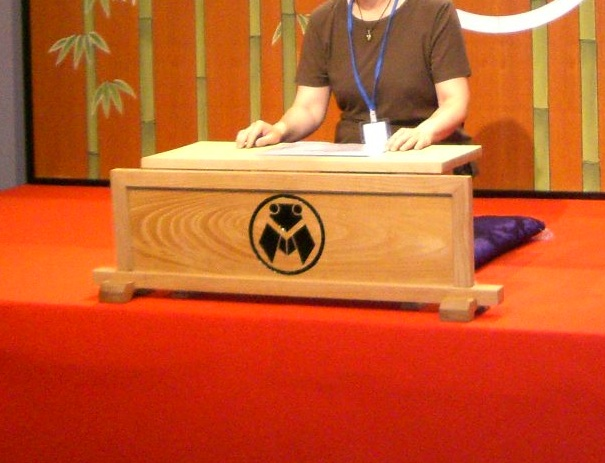
上方落語で使用される見台および膝隠

落語では一般的に扇子や手拭を小道具として用いるが、上方落語でしか用いない小道具として以下のものがある。
見台（けんだい）
演者の前に置く小さな机。書き物机や湯船、橋の欄干、俎、布団や床といったものに見立てる。もっとも、演じる噺によって使わない場合や、滅多に使わない落語家もいる（3代目桂春団治、2代目桂枝雀、桂三枝など大きな動きのある演目をする落語家など）。
小拍子（こびょうし）
小さな拍子木。普段は見台の上に置かれており、鳴らすときは左手で小拍子を持ち、見台を打つ。噺の合いの手などに使ったり、雰囲気を変えるために使ったりする。また、舞台の袖でお囃子や鐘の音など効果音を出す裏方に合図を送るためにも使う。変わったところでは、創作落語でパソコンのマウスに見立てて使用した例（桂文珍・「心中恋電脳」）がある。
膝隠（ひざかくし）
演者のひざを隠す小さな衝立。
通常、以上の3点はセットで用いられ、舞台への出し入れで持ち運ぶ際は、見台の上に膝隠しを乗せる。
張扇（はりおうぎ、はりせん）
ものをたたいて音を立てるための専用の扇子。単に扇子のかたちをしているだけで、紙貼などによって型で作ることもある。場面転換の合図にしたり、山場で調子を出したりするときに用いる。「東の旅・発端」では、小拍子と併用して交互に見台を叩く演出を用いる。
今日では普通に使用されている、演者の名前を書いた名ビラやそれを掲げておく台のメクリは明治時代まで、出囃子は昭和初期まで、上方の寄席でしか使用されていなかった。

### はめもの
口演中に演出としてお囃子を盛り込む点も江戸落語との違いである。このお囃子をはめものと呼ぶ。
たとえば、「新町にまいります。その陽気な事」（「三枚起請」）と演者が言うと、楽屋にいるお囃子が三味線を弾き唄を唄って華やかな遊里を表現する。逆に「ふたなり」「皿屋敷」などで登場人物が寂しい夜道を歩くときは、三味線が静かに弾かれ寂しい情景を表現する。
以上のように情景描写に使われる事が多いが、「野崎詣り」などでは舟が移動するなどの擬音に用いられる。「紙屑屋」「辻占茶屋」などの「音曲噺」では演者と掛け合いの型となる。「蛸芝居」「質屋芝居」「本能寺」などの芝居噺では、歌舞伎の下座音楽となる。
桂文珍はコンピューターの機械音を用いる事があるが、これもはめものの一変形である。
お囃子奏者は「下座」あるいは「ヘタリ」とも呼ばれ、三味線奏者と太鼓・笛などの鳴物奏者で構成される。三味線奏者は専業だが、鳴物奏者は若手の落語家が務めることが多い。三味線奏者は、戦後は後継者難に直面し、記録作成等の措置を講ずべき無形文化財「上方落語下座音楽」の保持者であった林家トミ（2代目林家染丸の妻）の没後は存亡の危機に晒されたが、3代目桂米朝が自身の番組『米朝ファミリー 和朗亭』（朝日放送テレビ）で取り上げたことや、4代目林家染丸らによる後進育成活動などにより徐々に増え、2006年12月現在、上方落語協会会員だけでも11名を数える。現代の代表的な三味線奏者としては内海英華、かつら枝代（2代目枝雀の妻）、入谷和女（5代目林家小染の妻、3代目桂あやめの姉）、浅野美希らがいる。

### 制度
真打制度は大正時代に一旦廃止され、戦後に上方落語協会が部外秘の内規として復活させたが、昭和40年代の上方落語ブームによって有名無実化した。
その後、1970年代後半に当時の同協会会長である六代目笑福亭松鶴が真打の復活を提唱するも、複数の芸能事務所などから反対されて頓挫した。さらに天満天神繁昌亭の開設を控えた2005年に、当時協会会長だった桂三枝（現：6代目桂文枝）が真打制度を復活させる計画を提案したが、慎重な対応を求める意見が多く実現しなかった。2024年、協会会長の笑福亭仁智が同年8月からの披露興行を目指し、上方版の真打制度を創設する取り組みを新たに始めると明らかにした。この制度では入門から15年程度の若手・中堅落語家を対象としていて、「前座」「二ツ目」にあたる階級は設けないとしていた。しかしこの制度案も協会内から反対意見が出たため継続審議となり、代替として対象の落語家が天満天神繁昌亭と神戸新開地・喜楽館の定席寄席で1週間主任（トリ）を務める「翔ぶトリウィーク」を実施する事となった。
現在は香盤（上方落語協会の内規）が真打制度の代替として存在し、芸歴5年以上を中座（江戸落語の二つ目に相当）、15年以上を真打と同格としており、真打相当からA、B、Cのランクに分かれている。
よって、通常上方落語で「前座」などの言葉を用いる際は、出番を表す言葉として使われることが多い。
順番は以下のとおり。
- 前座（ぜんざ）：勉強中の若手が出る。元は、仏教の高僧が説教をする際、出番前に話をする修行僧を「前座（まえざ）」と呼んだことに由来する。
上方では高座の座布団返しやメクリ（出演者の名びら）の返し、マイクのセッティングなどの雑務はお茶子（おちゃこ）と呼ばれる寄席の従業員（「芝居茶屋で働く女子」が転じて、昔の寄席では席への案内のほか、お茶や火鉢など接待全般を担当したことから）が行うが、江戸ではこれらの仕事は「前座」と呼ばれる身分の落語家・芸人が務める。
- 二つ目、三つ目（以降、四つ目……と適宜続く）
- 中トリ：仲入り（休憩）直前の演者を指す（江戸落語ではこの語は用いられない）。

（仲入り）
- カブリ：「かぶりつき」、「ツカミ」、江戸落語では「くいつき」とも言う。
- シバリ：江戸の「膝前」とも。色物など。だれ始めた客を縛り付ける、という意味から。
- モタレ：「膝がわり」とも。「トリ」の前に出演する演者。
- トリ：「主任」とも。その会の責任者。「売り上げ金をとる」、「興行の真をとる」などの意味合いから。
- 追い出し：「バラシ」とも。退場する客がはけるまでの間、軽い噺でつなぐ役割で出演する。現在では稀。

寄席での料金の支払いは、江戸の落語が先払いだったのに対して上方落語は後払いであった。

### 所属団体
東京の落語家は、概ね落語協会や落語芸術協会といった所属団体によって色分けされているが、上方の落語家は、戦後の経緯から、吉本興業や松竹芸能、米朝事務所などの所属芸能事務所によって色分けされている。各事務所には、以下に示すように基本的に一門単位で加入することが多いが、一門の多数とは異なる事務所に属したり（笑福亭仁鶴、月亭可朝、笑福亭笑瓶など）や個人事務所を構えたり（笑福亭福笑、4代目立花家千橘など）、フリーで活動する落語家もいる。関西出身で落語立川流に入門した立川文都や立川雲水は上方落語を演ずる。
- 米朝事務所 - 3代目桂米朝一門(月亭一門、雀々らを除く)
- 松竹芸能 - 6代目笑福亭松鶴一門（仁鶴一門・鶴笑師弟・笑太等を除く）、3代目桂春団治一門、森乃福郎一門
- 吉本興業 - 5代目桂文枝一門、林家染丸一門、6代目松鶴一門の一部（笑福亭仁鶴一門、笑福亭鶴笑一門、笑福亭笑太）、月亭八方一門、2代目笑福亭松之助一門
- 露の五郎兵衛事務所 - 2代目露の五郎兵衛一門

しかし、大多数の落語家は上方落語協会の会員であり、天満天神繁昌亭への出演や「彦八まつり」への参加などでは事務所の枠を超えて協力し合っている。このこともあり、漫才やコントなどの他の上方演芸ではよく見られ、テレビ番組の出演者編成でも時にネックとなる『所属芸能事務所間の壁』というものについても、落語界では決して絶無ではないがそれほど高くないとされている。
上方落語協会とは別の落語家団体としては関西落語文芸協会がある。これは四天王（特に6代目松鶴）との確執などで上方落語協会を脱退した3代目林家染三が設立したものである。染三の高齢化により活動休止状態にあり、彼の死去した2012年以降、団体は事実上消滅状態にある。
なお上方演芸全般の組織として関西演芸協会があり、落語家も多数所属する。2006年12月現在の会長は落語家の4代目桂福團治である。

## 定席

### 歴史

#### 明治から昭和初期まで
明治時代から昭和初期の大阪市内、特にミナミ法善寺周辺には、北側に三友派の象徴であった「紅梅亭」（旧称「今嘉の席」「泉熊の席」。後に吉本興業が買収し「西花月亭」）、南側に桂派の象徴であった「南地金沢亭」（同じく吉本の買収後「南地花月」）が存在ししのぎを削った。
他にもキタ北新地の「永楽館」（同じく吉本の買収後「北新地花月倶楽部」）はじめ、上本町、堀江、松屋町、新町、松島、大阪天満宮界隈などに十数軒の落語専門定席が存在していたが、天満宮の「第二文芸館」（同じく吉本の買収後「天満花月吉川館」）を皮切りに順次吉本に買収された事により、次第に漫才中心の興行内容にシフトしていった。
太平洋戦争時は戦地への慰問や落語家の高齢化に伴い寄席も一日4時間ほどしか開演していなかった。足りない芸人などは東京吉本から、柳家金語楼、柳家三亀松等を呼び寄せ興行をなんとかつないでいた。しかし戦争の激化により一部は閉鎖され、残った寄席も大阪大空襲によって灰燼に帰した。

#### 太平洋戦争後
1947年、ミナミに「戎橋松竹」（通称「戎松」）が開場。その後も戎松の後身の「千日劇場」や、松竹芸能系の「角座」「演芸の浪花座」（道頓堀）「新花月」（新世界）、吉本興業系の「なんば花月」「うめだ花月」、東宝系でケーエープロダクションの芸人が多く出演した「トップホットシアター」、京都・新京極に「富貴」「京洛劇場」「京都花月」、神戸・兵庫駅前に「寄席のパレス」、新開地に「神戸松竹座」などが開場したが、いずれも漫才との混成演芸場であり、落語の定席とは言い難かった。
落語専門定席の不在が上方落語の滅亡につながる事を懸念した上方落語協会は、会長・笑福亭松鶴の主導の下、南区千年町の日本基督教団島之内教会を借りて、1972年（昭和47年）2月より、月5日の「島之内寄席」を開催。芸能事務所や放送局（当時、一部の名のある落語家は放送局と専属契約を交わしていた）の枠を超えた定席として位置づけたが、会場側の都合によりわずか2年で潰えてしまう。
その後「島之内寄席」は会場を転々とし、1974年（昭和49年）4月にブラザーミシンビル（心斎橋）、同年12月に船場センタービル地下のボウリング場、1975年（昭和50年）6月にはダイエー京橋店へと移り、月3日興行に短縮された。この「島之内京橋ダイエー亭」は約9年続く。1984年（昭和59年）4月に南区畳屋町にある料亭「暫」に移転し、「島之内」に復帰するも、3年後には「暫」がビル改装のため閉鎖、1987年（昭和62年）に心斎橋のCBカレッジへ移り、ついに月1日興行となった。1993年（平成5年）に天王寺の一心寺シアターへ移った後、1996年（平成8年）のワッハ上方開館に伴いレッスンルームへ移転。2005年（平成17年）にワッハホールへと会場を移した。ワッハホールの閉館に伴い、2011年（平成23年）に千日前のTORII HALLに移転し、月1日興行ながら現在も続いている。後述の神戸新開地・喜楽館開館までは、上方落語協会は島之内寄席を天満天神繁昌亭と並ぶ協会主催寄席の両輪と位置づけていた。
1999年（平成11年）から2000年（平成12年）にかけて、上方落語協会は浪曲親友協会などと共に、大阪に東京同様の国立演芸場の開設を求めて文化庁などに働きかけを行った。結果として、現在、国立文楽劇場小ホールで奇数月に開かれている「上方演芸特選会」として実を結んだが、年間6回のみの興行であり、定席と呼ぶにはほど遠かった。
その後も専門定席の構想が浮上しては消えていったが、上方落語協会が桂三枝体制に入ると具体化し、2006年（平成18年）9月15日に「天満天神繁昌亭」が大阪天満宮境内北側に開席。「島之内寄席」が島之内教会を離れて32年、大阪大空襲から61年を経て落語専門定席は名実共に復活した。さらに2018年7月11日には天満天神繁盛亭に次ぐ定席として、神戸市に神戸新開地・喜楽館がオープンした。
なお、純然たる落語専門定席ではないが、一時は「なんばグランド花月」「通天閣劇場」などの演芸場でも落語のプログラムが組み込まれ、吉本興業や松竹芸能に所属する落語家が独演会や勉強会を行うこともあった。また、2020年3月に閉館した千日前のTORII HALLにおいて毎月1日に開かれていた「TORII寄席」には、米朝事務所所属の落語家が多く出演した。
その後、天満天神繁昌亭の成功で興行側には落語を見直す気運が高まり、2008年なんばグランド花月で落語家のみの興行が定期的に行われるようになった。その他にも吉本興業は「うめだ花月」で月曜日から金曜まで昼の時間（12：30から）のみ「花花寄席」と題して吉本所属・フリーの若手中心で構成されたプログラムを行っていた。「うめだ花月」の閉館後は「なんばグランド花月」内にある「ヨシモト∞ホール大阪」で毎週土曜に開催していた。
2008年に2代目桂ざこばが西成区山王に「動楽亭」を開席、2009年5月には4代目桂福團治が会長の関西演芸協会が法善寺寄席を開席した。

### 地域寄席
落語定席の復活がなかなか実現しない一方で、昭和40年代より地域に密着した勉強会や自主公演が盛んに行われた。これがいわゆる「地域寄席」であり、1972年（昭和47年）8月から1992年（平成4年）8月まで3代目桂米之助が主宰した「岩田寄席」（東大阪市）がその始まりとされる。
現在では、1974年（昭和49年）7月に始まった旭堂南陵主宰の「堺おたび寄席」（堺市、2005年3月に中断したが場所を代えて復活。講談と落語の会）と「桂米朝落語研究会」（京都市東山区、桂米朝一門主宰）「尼崎落語研究会」（尼崎市、桂米朝一門主宰）、「京都市民寄席」（京都市）をはじめ数多く行われ、上方落語普及と演者の修業の場として活発な活動を行っている。